# Dalgety Bay
Dalgety Bay est une ville située dans le Fife, en Écosse. En 2020 la population de Dalgety Bay est estimée à 9 710 habitants.